# 筱見四十八滝
筱見四十八滝（ささみしじゅうはちたき）は、兵庫県丹波篠山市上筱見にある8つの滝。

## 概要
多紀連山に源流を発する篠山川支流にかかる8つの滝群の総称で、48あるわけではなく、始終（しじゅう）、滝の水がかれることなく流れているため、四十八滝と命名された。下流から手洗い滝、弁天滝、肩ヶ滝、長滝、シャレ滝、大滝、二の滝、一の滝とあり、その昔、丹波修験道の行者らは 、この滝で水行をしてから出発したと伝わる 。もっとも落差があるのは、長さ約33mの「長滝」で、「しゃれ滝」は篠山藩主が名付けたものである。弁天滝と肩ヶ滝は、一連になっており同じ位置から2本見ることがで
きる。